# Johannes Heesters
Johan Marius Nicolaas Heesters, conhecido por Johannes Heesters (Amersfoort, 5 de dezembro de 1903 — Starnberg, 24 de dezembro de 2011), foi um ator e cantor neerlandês.
Até à sua morte, foi o mais antigo ator do mundo em atividade, conforme Guinness World Records de 2011. Suas filhas, Nicole Heesters e Wiesje Heesters, também são atrizes e sua segunda esposa foi Simone Rethel.

## Carreira
Participou de dezenas de filmes, começando a carreira na era do filme mudo, em "Cirque hollandais" de 1924. No ano de sua morte, atuou no curta-metragem "Ten", de 2011.
Sua carreira ficou marcada quando atuou na opereta "A Viúva Alegre" (A Merry Widow), do compositor Franz Lehar, em mais de 1500 apresentações na Alemanha nazista.

## Morte
Devido ao tabagismo de mais de 90 anos, em 29 de novembro de 2011, caiu doente e foi levado às pressas ao hospital. Foi operado para receber um marcapasso cardíaco e após uma boa recuperação, seu estado de saúde piorou, então passou seu 108º aniversário em um hospital. Houve piora em sua recuperação, sendo internado novamente para tratar os derrames, mas foi vítima de erro médico, o que levou ele a morrer na véspera de natal em Starnberg.